# 新楚德涅韋
47°40′52″N 32°46′15″E / 47.68111°N 32.77083°E
新楚德涅韋（烏克蘭語：Новочудневе），是烏克蘭南部的村莊，隸屬尼古拉耶夫州的巴什坦卡區。該村始建於1924年，面積0.29平方公里，海拔高度88米，2001年人口85，人口密度每平方公里293.1人。